# En frälsare härlig jag äger
En frälsare härlig jag äger är en psalm med text skriven 1902 av Carrie E. Breck och musik skriven 1902 av Edwin O. Excell. Texten översattes till svenska 1916.

## Publicerad i
- Segertoner 1988 som nr 350 under rubriken "Fader, son och ande - Jesus, vår Herre och broder".[1]